# 조성돈
조성돈(趙成敦, Cho Seongdon, 1967년 2월 22일 ~)은 대한민국의 신학교수이며 개신교 목사이다. 실천신학대학원대학교(Graduated School of Practical Theology)에서 목회사회학 교수이다. 자살예방단체인 Life Hope 기독교자살예방센터를 설립하여 대표,
목회사회학연구소를 설립하여 소장으로 있다. 기독교윤리실천운동 공동대표로도 사역했다. 대한민국에서 최초로 목회사회학을 소개하고, 교회와 사회의 연결를 위한 연구가이다.

## 학력
- 연세대학교 신학과 3년 수학
- 독일 킬대학교 (Christian-Albrecht-Universitaet zu Kiel) 신학 석사 (Dipl.theol.)
- 독일 마르부르크 대학교 (Phillips-Universitaet Marburg) 신학박사 (Dr.theol.)

## 경력
- 1991-2002 유럽유학생선교회(KOSTE) 대표간사 및 총무
- 2005-현재 실천신학대학원대학교 교수
- 2006-현재 목회사회학연구소 소장
- 2012-현재 Life Hope 기독교자살예방센터 대표
- 2021-2025  기독교윤리실천운동 공동대표
- 2017-현재 한국자살예방협회 이사

## 생애
연세대학교 신학과 3학년을 마치고 독일로 유학을 갔다. 독일 킬대학교에서 어학과 신학과 학사, 석사 통합과정을 하여 1997년 신학석사를 취득하였다. 석사 논문은 라이너 프로일(Reiner Preul) 교수에게서 독일경제체제에 대한 교회의 입장을 주제로 하여 썼다. 박사는 2002년 칼 프리츠 다이버(Karl-Fritz Daiber) 교수에게서 독일교회와 한국교회의 성인교육에 대한 주제로 하였다. 석사와 박사는 모두 실천신학 관련하여 전공하였다. 특히 박사과정에서는 독일에서 목회사회학(Pastoral-Soziologie)를 시작한 다이버 교수에게서 사사하였다. 2002년 11월 학위를 받고 한국으로 귀국하여 숭실대, 백석대, 침신대, 성결대 등에서 시간강사를 하고 2005년 새로 개교하는 실천신학대학원대학교의 교수가 되었다.
조성돈은 한국에 목회사회학을 소개하고 발전시켰다. 실천신학에서 사회학을 접목하여 발전한 목회사회학은 현대인의 종교성, 교회의 사회적 역할, 사회적 이슈와 교회의 역할, 교회 분석, 시민사회, 지역공동체 등의 주제에 관심을 가지고 있다. 설문조사와 심층인터뷰 등을 이용하여 많은 조사를 진행했다. 그 동안 발전시켜온 주제로는 개신교에서 천주교로의 개종자 연구, 지역공동체운동, 자살, 다문화, 통일, 고독사, 목회자 이중직 등이 있다. 특히 2018년 ‘사회적 목회’라는 용어를 개발하여 한국교회의 다양한 목회 형태들에 대해서 정리를 하였다.

## 저서 및 공저

### 저서
- 『목회사회학. 현대사회 속의 기독교회와 기독신앙』. 토라, 2004.
- 『교회 다니면서 그것도 몰라』. 국제제자훈련원, 2010.
- 『한국교회를 그리다』. CLC, 2016.

### 공저
- 『그들은 왜 가톨릭 교회로 갔을까? 현대인의 마음을 사로잡은 가톨릭』. 예영커뮤니케이션, 2007.
- 『그들의 자살, 그리고 우리. 한구사회 자살의 경향을 말한다』. 예영커뮤니케이션, 2008.
- 『시민사회 속의 기독교회』. 예영커뮤니케이션, 2008.
- 『통일 사회통합 하나님나라』. 대한기독교서회, 2010.
- 『세상을 사는 그리스도인』. 일상과초월, 2014.
- 『하나님 나라를 목회하라. 하나님 나라 목회의 이론과 실제』. 드림북, 2019.
- 『에스라서와 민족의 회복』. 킹덤북스, 2020.
- 『재난 시대를 극복하는 한국교회』. 킹덤북스, 2020.
- 『공적 복음과 공공신학』. 킹덤북스, 2021.
- 『마을을 품고 세상을 살리는 교회』. 한국장로교출판사, 2021.
- 『한국교회 목회자 은퇴 매뉴얼』. 기윤실, 2023.
- 『자살예방의 모든 것』. 학지사, 2023.

## 논문
- "위로 사회에서의 교회의 공공성" 『신학과실천』 58(2018). 551-574.
- "4차 산업혁명 시대의 목회" 『신학과실천』 61(2018). 621-646.
- "사회적 목회의 실천신학적 이해" 『신학과실천』 68(2020). 785-809.
- "위기에 마주한 한국교회의 전환" 『생명과말씀』 30(2021). 217-247.
- "위드코로나 시대의 실천신학적 교회론" 『신학과실천』 61(2022). 715-738.
- "나노사회에서 공공체 리빌딩" 『신학과실천』 88(2024). 621-646.

## 수상
- 제9회 게일문화상·송암봉사상 (2024)

## 같이 보기
- 대한민국의 신학자 목록
- 실천신학대학원대학교